# Something/Anything?
Something/Anything? è un album doppio pubblicato nel 1972 dal cantautore statunitense Todd Rundgren su marchio Bearsville.
Dall'album sono stati estratti cinque singoli: I Saw the Light che fu una hit, Couldn't I Just Tell You, Hello It's Me, It Wouldn't Have Made Any Difference, Wolfman Jack.
L'album è stato suonato, cantato e prodotto dal solo Rundgren, uno dei primi esempi di DIY nella storia del rock.
Solo nella side 4 dell'album si è avvalso della collaborazione di alcuni musicisti.

## Tracce
Tutte le tracce sono state scritte da Todd Rundgren tranne dove indicato

### Side 1
1. I Saw the Light – 2:56
2. It Wouldn't Have Made Any Difference – 3:50
3. Wolfman Jack – 2:54
4. Cold Morning Light – 3:55
5. It Takes Two to Tango (This Is for the Girls) – 2:41
6. Sweeter Memories – 3:36

### Side 2
1. Intro – 1:11
2. Breathless – 3:15
3. The Night the Carousel Burned Down – 4:29
4. Saving Grace – 4:12
5. Marlene – 3:54
6. Song of the Viking – 2:35
7. I Went to the Mirror – 4:05

### Side 3
1. Black Maria – 5:20
2. One More Day (No Word) – 3:43
3. Couldn't I Just Tell You – 3:34
4. Torch Song – 2:52
5. Little Red Lights – 4:53

### Side 4
1. Overture–My Roots: Money (That's What I Want)/Messin' With The Kid (Janie Bradford, Berry Gordy, Jr., Mel London) – 2:29[3]
2. Dust in the Wind (Mark Klingman) – 3:49
3. Piss Aaron – 3:26
4. Hello It's Me – 4:42
5. Some Folks Is Even Whiter Than Me – 3:56
6. You Left Me Sore – 3:13
7. Slut – 4:03x